# Gaudenzio Marconi
Gaudenzio Marconi (1841-1885) fotógrafo italiano ativo na França, conhecido pelos seus nus artísticos. Estas fotografias inspiraram artistas como Auguste Rodin. 